# جون ونايت (لاعب كرة قاعدة)
جون ونايت (بالإنجليزية: John Knight) هو لاعب كرة قاعدة أمريكي، ولد في 6 أكتوبر 1885 في فيلادلفيا في الولايات المتحدة، وتوفي في 19 ديسمبر 1965 في والنوت كريك في الولايات المتحدة.

## وصلات خارجية
- جون ونايت على موقعبيزبول رفرنس.كوم (الدوري الرئيسي) (الإنجليزية)
- جون ونايت على موقعبيزبول رفرنس.كوم (الدوري الثانوي) (الإنجليزية)